# セオドア・ニュートン・ヴェイル
セオドア・ニュートン・ヴェイル（Theodore Newton Vail、1845年7月16日 - 1920年4月16日）は、アメリカ合衆国の経営者である。1885年から1889年までと1907年から1919年まで、American Telephone & Telegraph(AT&T)の社長を務めた。
ヴェイルは、電話サービスを公益事業と捉え、全米の電話網をベルシステムとして統合することを進めた。1913年には連邦政府とキングスベリー契約を結び、よりオープンな接続システムを実現した。

## 生涯

### 若年期と初期のキャリア
ヴェイルは1845年7月16日にオハイオ州マルバーンで生まれ、ニュージャージー州モリスタウンで教育を受けた。
最初に叔父のもとで医学を学んだ。後に電信について学び、ニューヨークへ移って電信局の局長になった。その後、米国電信（United States Telegraph、後のウエスタンユニオン）の取締役となった。
1866年に父と一緒に西部に行き、農業を営んだ。1868年秋、ユニオン・パシフィック鉄道のワイオミング州パイン・ブラフスの操作員となり、後に代理人となった。パイン・ブラフスは当時、まだ建設中だったユニオン・パシフィック鉄道における木材の主要供給地だった。
1869年春、ヴェイルはオマハとオグデンを結ぶ鉄道郵便の事務員に任命された。1870年に雪のときにも郵便物を送り届けることに成功し、上層部の注目を集めた。ヴェイルは、当時の重要な流通拠点であったシカゴ・アイオワシティ間の鉄道郵便局に異動となった。ユニオン・パシフィック社に鉄道郵便局が設立されると、ヴェイルはその責任者となった。
1873年3月、ヴェイルはワシントンD.C.のアメリカ合衆国郵便公社の鉄道郵便サービスのオフィスに配属された。そこでヴェイルは、郵便物の配布を特別に監督し、鉄道が郵便物を運んだときに受け取る報酬を議会に正式に認めさせた。1874年6月、鉄道郵便サービスの総監補佐に任命された。1875年には副総監に就任した。
1876年2月、総監の退任に伴いヴェイルがその後任となった。ヴェイルは鉄道郵便サービスの中で、年齢、勤続年数ともに最も若い役員だった。郵政大臣は任命の際に、ヴェイルは若さだけが問題だと述べた。ヴェイルは総監として、郵便職員を一般の公務員法の下で管轄されるようにすることに貢献した。また、6か月間の試用期間の制度を確立し、これは後に全ての政府機関で採用された。

### ベル電話会社とAT&T
電話の発明者として知られるアレクサンダー・グラハム・ベルの義父のガーディナー・グリーン・ハバードは、ベル電話会社を設立した。ハバードは、弁護士、ロビイストとして、アメリカ議会で商売敵である郵便公社と対立していた。
ヴェイルはハバードと付き合う中で、いずれ電話が世界のコミュニケーションに革命をもたらすと確信し、ベル電話会社の株式の購入を精力的に宣伝するようになった。
ハバードはヴェイルに感銘を受け、1878年にベル電話会社の総支配人の地位を与えた。ヴェイルはベルの電話の特許をウエスタンユニオンなどからの買収の挑戦から守った。ヴェイルは、電話や電信の回線に銅線を導入した。
1885年、長距離通信の会社としてAmerican Telephone and Telegraph Company(AT&T)が設立され、ヴェイルが初代社長に就任した。1887年に退任したものの、1907年に4代目社長として復帰し、亡くなる前年の1919年まで務めた。
卓越した経営者のヴェイルだが、三極真空管が発明された1906年の時点で、二極管発明者のフレミングへの手紙では、無線電話の実現可能性を気づいていなかった。アメリカ海軍がリードフォレストの無線電話装置の試験(1907)を行い、フォレストがエッフェル塔からの電波発信の試験(1908)をした事により、1909年になって、ようやくAT&Tは他の電話会社が真空管の増幅機能を持つ中継機器、その特許を得た場合の経営上の危機に気づき、フォレストの重要特許を1913年に買収。長距離有線電話と無線電話で有利な立場に立ち、また開発のために多くの技術者を集めたが、一方でAT&Tが立ち遅れた結果、イギリスとイギリス海軍を背景に持つアメリカンマルコーニ社(後にGEが買収してRCAとなる)がこの頃には、通信業界における新分野の独占企業として存在していた。

### 私生活
サミュエル・モールスの電信の実験に協力したアルフレッド・ヴェイルは、いとこに当たる。
1869年8月、ニュージャージー州ニューアークのエマ・ライター（Emma Righter、11月6日（生年不明） - 1905年2月3日）と結婚した。2人の間には、1870年7月18日に息子のデイヴィス・ライター・ヴェイル(Davis Righter Vail)が生まれたが、1906年12月20日に腸チフスにより亡くなった。
ヴェイルは1883年に初めてバーモント州を訪れた。その後、バーモント州リンドンに1,500エーカー（600ヘクタール）の農場を購入した。AT&Tの設立に向けた会議はこの農場で行われた。

### 晩年
1888年にヴェイルは一時的に引退し、南アメリカへの旅行や冒険、アメリカ国外での電話の普及に力を注いだ。1890年、アルゼンチン連邦政府より、コルドバに発電所を建設し、ブエノスアイレスの路面鉄道に電力を供給する了承を得た。ヴェイルはブエノスアイレス市内を走る馬車鉄道を購入し、競合する全ての路線を買収してシステムを統合した。

### 死去
1920年、裕福な実業家の冬の保養地であるジョージア州のジェキル島から、個人所有の鉄道車両でメリーランド州ボルチモアに運ばれ、ジョンズ・ホプキンス病院に入院した。1920年4月16日、同病院で亡くなった。
1920年4月18日の朝、ニュージャージー州パーシパニーでヴェイルの葬儀が行われた。ヴェイルの葬儀が行われていた東部時間の11:00から11:01まで（太平洋時間の08:00から08:01まで）の1分間、ヴェイルへの敬意を表して、AT&Tの電話サービスが停止された。「これにより、約1200万台の電話機と2400万マイルの電話線が一時的に沈黙した」と報じられた。

## 関連文献
- Gleason, Arthur H. (February 1912). “A Cable Rate For Common Use: An Interview With Theodore N. Vail, The Head Of The Bell Telephone And Western Union Telegraph And Cable Companies”. The World's Work: A History of Our Time XXIII:  452–457 2009年7月10日閲覧。.
- Sobel, Robert (1974). “Theodore N. Vail : The Subtle Serendipidist”. The Entrepreneurs: Explorations Within the American Business Tradition. New York: Weybright & Talley. pp. 195–246. ISBN 0-679-40064-8